# Phradonoma turcomanicum
Phradonoma turcomanicum is een keversoort uit de familie spektorren (Dermestidae). De wetenschappelijke naam van de soort werd in 1960 gepubliceerd door Mroczkowski.